# Girilal Baars
Girilal Baars, född 8 juli 1967 i Moskva, är en tonsättare, sångare och musiker baserad i Uppsala.

## Biografi
Girilal Baars har studerat sång vid Sibelius-Akademin i Helsingfors, improvisation vid Uppsala universitet, komposition vid Elektronmusikstudion (EMS) och ljudkonst vid Dramatiska Institutet.
Baars arbetar med vokal folkmusik, vokala så kallade extended techniques och med elektroakustisk musik. Han inkluderar ofta interaktiva teknologier i sina verk.
2001 var Baars med och grundade vokalkvartetten Äijä, baserad i Finland. Deras album Jet-Black var 2009 nominerad till en EMMA (Finlands motsvarighet till den svenska Grammis).  Hans verk Litanies in Zero Kelvin var utvalt till konstmusikfestivalen Nordiska Musikdagarna i Oslo 2009. På Kalvfestivalen uruppfördes 2010 en opera för två röster baserad på Karin Boyes Kallocain.
Förutom den fasta gruppen Äijä är Girilal Baars aktiv medlem i det Stockholmsbaserade musikkollektivet The Great Learning Orchestra samt bildar tillsammans med Per Åhlund den röstelektroniska duon Den Arkaiska Rösten.
Baars är även producent och tekniker. Han driver en egen studio i Uppsala, där han komponerat musik till dokumentärfilmer, konstfilmer, dansproduktioner, installationer och ett experimentellt koreografiskt datorspel.

## Verk i urval
- 2013 – Kärestans död - 9 minuter
- 2013 – Lykanthropos - 15 minuter
- 2013 – 500 (A Texas Ballad) - 15 minuter
- 2012 – Himmelriket liknas vid tio jungfrur - 8 minuter
- 2012 – Den rike mannens själ - 10 minuter (med Jan Liljekvist)
- 2012 – Pikku pikku liten - ljudinstallation
- 2012 – The Ballad of MGonz - 20 minuter
- 2012 – Ma ejejf - 4 minuter
- 2012 – The Little Mohee - 8 minuter
- 2012 – After Life - dokumentärfilm av Mervi Junkkonen
- 2011 – Kuu nukkuu - 30 minuter
- 2011 – Two Timing - 11 minuter
- 2011 – Honk If You’re Lost - 5 minuter
- 2011 – Pro Patria - 10 minuter
- 2011 – Stockholm Harbour Symphony - 10 minuter (med Robin McGinley)
- 2010 - Kallocain – 70 minuter (med Juha Valkeapää)
- 2010 – Organ Donor - 12 minuter
- 2010 – Light Life - 15 minuter, dansvideo med Mikko Kallinen
- 2010 – Känn dig själv - 6 minuter, installation av Bigert & Bergström och Artikel 31
- 2010 – Choreo/Cut/Graphic - koreografi dataspel av Mikko Kallinen
- 2010 – Gracing Space - 60 minuter (med Mari Kretz)
- 2010 – Light Dancer - interaktiv dansinstallation av Mikko Kallinen
- 2010 – Out of Order - installation
- 2010 – Bright as Night - 8 minuter
- 2010 – Nicolaus X - musikvideo
- 2009 – A Clash of Cymbals - 45 minuter (med Fabian Svensson)
- 2009 – Uthman - dokumentärfilm av Mervi Junkkonen
- 2009 – Co-Rotation - 10 minuter, dansvideo med Mikko Kallinen
- 2009 – No Saviour - 9 minuter
- 2008 – The Incoherent Truth - 7 minuter
- 2008 – Balloon Sonatino - 2 minuter
- 2008 – Litanies in Zero Kelvin - 30 minuter